# Особняк Максимоса
Особняк Максимоса (греч. Μέγαρο Μαξίμου, Mégaro Maximou) — официальная резиденция премьер-министра Греции с 1982 года. Расположен в центре Афин, недалеко от площади Синтагма.  В здании находятся офисы главы греческого правительства, однако сам премьер там не проживает.

## Местоположение
Особняк Максимоса расположен по адресу улица Герода Аттика, 19, неподалёку от Президентского дворца и Национального сада Афин.

## История

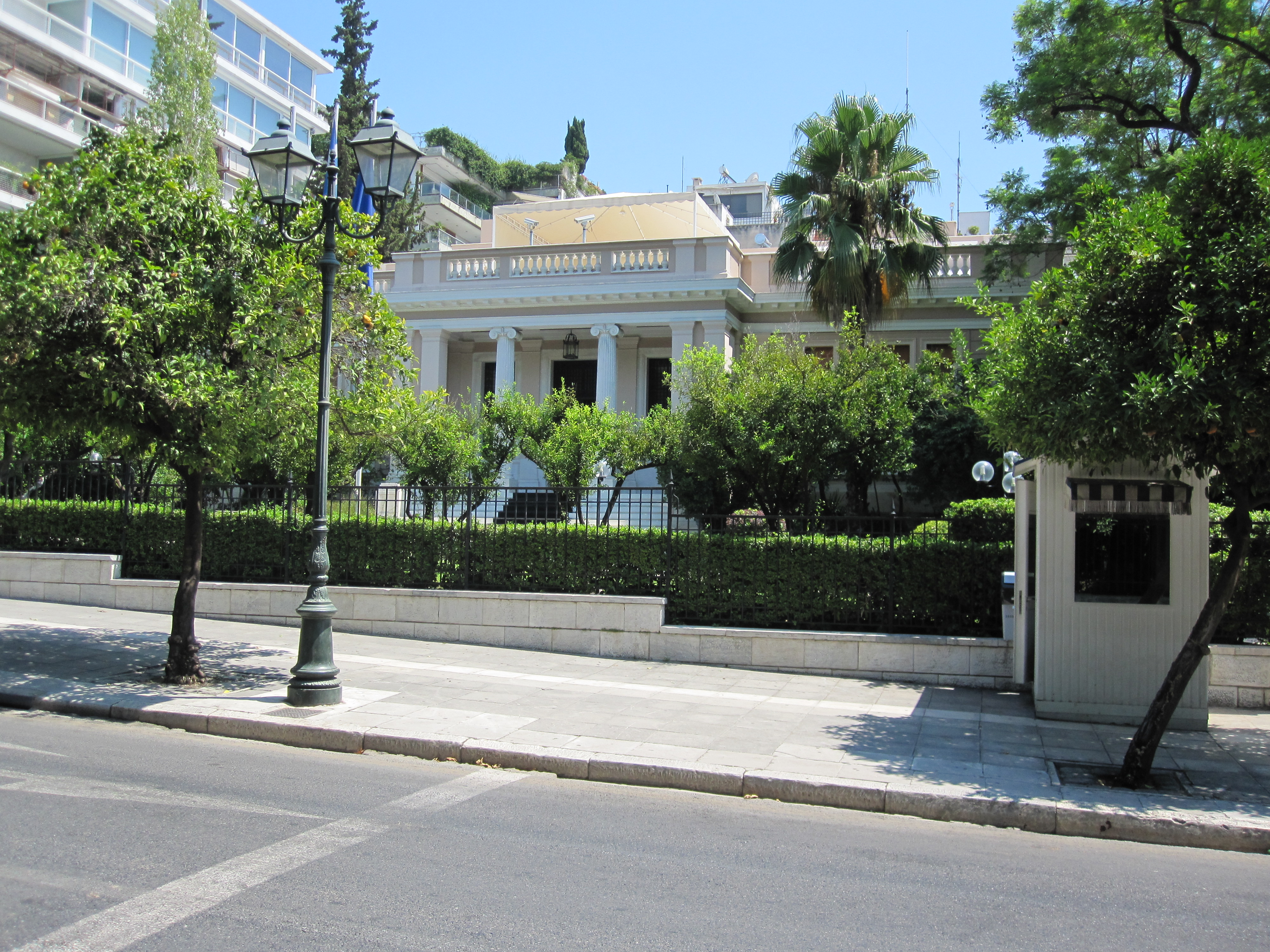
Особняк Максимоса, вид с улицы

Здание построено в 1912 году Александросом Михалиносом, богатым судовладельцем с острова Хиос. До постройки особняка на этом месте располагался сад Королевского дворца. В 1916 году вдова Михалиноса Ирен Манусси, повторно выйдя замуж за банкира и политика Димитриоса Максимоса, продала недостроенное здание судовладельцу Леонидасу Эмбирикосу. Но уже в 1921 году его выкупили обратно.
Димитриос Максимос завершил строительство и поселился там со своей семьей в начале 1920-х годов. В 1941—1944 годах, во время нацистской оккупации Греции, особняк использовался в качестве резиденции немецкого адмирала Эгейского моря.
После войны здание некоторое время использовалось как резиденция посла США в Афинах. В 1952 году Димитриос Максимос продал особняк государству по выгодной цене.
С середины 1950-х годов до 1982 года особняк использовался в качестве гостевого дома для важных иностранных сановников, посещавших Грецию, в том числе маршала Югославии Тито в 1955 году и Маргарет Тэтчер из Соединенного Королевства в 1980 году.
В 1982 году Андреас Папандреу решил переместить в особняк офис премьер-министра (до этого офис премьер-министра располагался в здании парламента). Однако сам Папандреу пользовался им редко, предпочитая вести свои дела на своей семейной вилле Кастри (в богатом северном пригороде Афин) или в Лагониси, где проводил летние месяцы.
Преимущество особняка Максимоса состоит в том, что он расположен в самом центре Афин и очень близко к парламенту Греции, но в остальном его использование в качестве офиса премьер-министра в последние годы описывалось как проблематичное из-за его довольно небольшого размера; в результате с конца 2000-х годов рассматривались различные предложения по переносу офиса премьер-министра в новое место, причем дворец Заппейон считался лучшим из возможных решений.